# Myersiohyla
Myersiohyla é um gênero de anfíbios da família Hylidae.
As seguintes espécies são reconhecidas:
- Myersiohyla aromatica (Ayarzagüena and Señaris, 1994)
- Myersiohyla chamaeleo Faivovich, McDiarmid, and Myers, 2013
- Myersiohyla inparquesi (Ayarzagüena and Señaris, 1994)
- Myersiohyla liliae (Kok, 2006)
- Myersiohyla loveridgei (Rivero, 1961)
- Myersiohyla neblinaria Faivovich, McDiarmid, and Myers, 2013